# Ivanoe Bonomi
Ivanoe Bonomi, född 18 oktober 1873 i Mantua i Italien, död 20 april 1951 i Rom, var en italiensk antifascistisk politiker.
Bonomi deltog i grundandet av tidningen Avanti! och tidskriften Critica soziale, i vilka kring sekelskiftet den reformistiska socialism utvecklades, som 1912 ledde till socialdemokratiska partiets sprängning. Bonomi var 1916–1917 minister för offentliga arbeten i Paolo Bosellis ministär, och var krigsminister i Francesco Nittis och Giovanni Giolittis ministärer. Han var ministerpresident och inrikesminister 1921–1922. Bonomi blev åter premiärminister 1944–1945. Han tillhörde deputeradekammaren 1909–1924. Bonomi utgav bland annat Le vie nuove del socialismo (1907) och Dal socialismo al fascismo.

## Utmärkelser
- Annunziataorden
- Storkorsriddare av Sankt Mauritius och Sankt Lazarusorden
- Storkorsriddare av Italienska kronorden

[Redigera Wikidata]